# MuLinux
muLinux es una minidistribución de Linux que cabe en un disquete y opera desde éste, en la memoria RAM, aunque puede ser instalada en el disco duro, puede usarse desde una computadora que tenga una disquetera y un procesador compatible con Intel.
muLinux tiene varias aplicaciones:
- Educación
- Reparación de sistemas
- Utilizar equipos viejos (hardware antiguos)

## Algunas características
- Se puede usar en computadores sin puertos de Cd-Rom, sólo con una disquetera.
- Utiliza la memoria, lo que implica que puede o no ser instalado.
- Puede ser instalado en el disco duro.
- Usa el sistema de archivos Ext2.
- Comandos básicos propios de GNU/Linux.
- La capacidad de guardar los datos de configuración del usuario en él.
- Se puede conectar a Internet y permite acceso a servicios comunes de la red como correo electrónico, ftp y http.
- Se puede descargar 12 disquetes con aplicaciones adicionales como buscadores web, el sistema X Window, Samba, etc.

## Desventajas
- No es apropiado para configurar múltiples usuarios.
- Su énfasis no es usar los programas más recientes, porque tiene componentes antiguos, como el núcleo 2.0.36.[1]

## Requisitos del sistema
muLinux solamente requiere un hardware mínimo, por lo tanto, probablemente se ejecutará en muchos ordenadores completamente obsoletos pero que aun funcionen. Algunas computadoras de mediados de los años 80 o de principios de los 90 pueden necesitar memoria SIMM adicional para tener suficiente RAM pero, de todos modos, los requerimientos son solo un poco más altos que los de Windows 3.1, así que una computadora que todavía funcione, en donde pudo correr Windows 3.1 cuando salió en 1992, es probable que sea capaz de manejar una unidad de disco duro.
Para la instalación de muLinux se requiere:
- 4 MB de RAM si corre desde un disco duro.
- 16 MB de RAM si es iniciado desde disquetes, puede iniciarse desde un disquete con solo 8 MB.[3]
- Cerca de 20 MB de espacio en el disco duro.
- Un procesador Intel 80386 o posterior.